# Белобородово (Тверская область)
Белобородово — деревня в Борковском сельском поселении Бежецкого района Тверской области России.

## География
Деревня расположена южнее деревни Высока рядом с автомобильной дорогой 28К-0058, с которой соединена просёлочной дорогой. Южнее Белобородово находится большой водоём.

## Население
| 2008 | 2010 |
| ---- | ---- |
| 4    | ↘0   |